# 14. Kongress der Vereinigten Staaten
Der 14. Kongress der Vereinigten Staaten, bestehend aus dem Repräsentantenhaus und dem Senat, war die Legislative der Vereinigten Staaten. Seine Legislaturperiode dauerte vom 4. März 1815 bis zum 4. März 1817. Alle Abgeordneten des Repräsentantenhauses sowie ein Drittel der Senatoren (Klasse I) waren im Jahr 1814 bei den Kongresswahlen gewählt worden. Dabei ergab sich in beiden Kammern eine Mehrheit für die Demokratisch-Republikanische Partei. Der Kongress tagte in der amerikanischen Bundeshauptstadt Washington, D.C. Da das Kapitol nach den Zerstörungen während des Britisch-Amerikanischen Kriegs von 1812 noch nicht wieder zur Verfügung stand, hielt der Kongress seine Sitzungen im sogenannten Old Capitol Prison ab. Die Vereinigten Staaten bestanden damals aus 18 Bundesstaaten. Im Verlauf der Legislaturperiode kam mit Indiana der 19. Staat hinzu. Präsident war James Madison. Die Sitzverteilung im Repräsentantenhaus basierte auf der Volkszählung von 1810.

## Wichtige Ereignisse
Siehe auch 1815 1816 und 1817
- 4. März 1815: Beginn der Legislaturperiode des 14. Kongresses
- 10. April 1816: Gründung der Second Bank of the United States.
- November 1816: Bei den Präsidentschaftswahlen des Jahres 1816 wird James Monroe zum Nachfolger von James Madison gewählt. Er tritt sein neues Amt am 4. März 1817 an.
- Bei den Kongresswahlen verteidigt die Demokratisch-Republikanische Partei ihre Mehrheit in beiden Kammern.
- 11. Dezember 1816: Indiana wird 19. Bundesstaat der USA.

## Die wichtigsten Gesetze
In den Sitzungsperioden des 14. Kongresses wurden unter anderem folgende Bundesgesetze verabschiedet (siehe auch: Gesetzgebungsverfahren):
- 27. April 1816: Dallas tariff
- 3. März 1817: Bonus Bill of 1817, wurde vom scheidenden Präsidenten Madison durch dessen Veto gestoppt.

## Zusammensetzung nach Parteien

### Senat
- Demokratisch-Republikanische Partei: 26
- Föderalistische Partei: 12
- Sonstige: 0
- Vakant: 0

Gesamt: 38 Stand am Ende der Legislaturperiode

### Repräsentantenhaus
- Demokratisch-Republikanische Partei: 119
- Föderalistische Partei: 64
- Sonstige: 0
- Vakant: 0

Gesamt: 183 Stand am Ende der Legislaturperiode
Außerdem gab es noch vier nicht stimmberechtigte Kongressdelegierte.

## Amtsträger

### Senat
- Präsident des Senats: Vakant
- Präsident pro tempore: John Gaillard (DR)

### Repräsentantenhaus
- Sprecher des Repräsentantenhauses: Henry Clay (DR)

## Senatsmitglieder
Im 14. Kongress vertraten folgende Senatoren ihre jeweiligen Bundesstaaten:
| Connecticut - 1. Samuel W. Dana (F) - 3. David Daggett (F) Delaware - 1. Outerbridge Horsey (F) - 2. William H. Wells (F) Georgia - 2. William Wyatt Bibb (DR) bis zum 9. November 1816 - George Troup (DR) ab dem 13. November 1816 - 3. Charles Tait (DR) Indiana - 1. James Noble (DR) ab dem 11. Dezember 1816 - 3. Waller Taylor (DR) ab dem 11. Dezember 1816 Kentucky - 2. William T. Barry (DR) bis zum 1. Mai 1816 - Martin D. Hardin (F) ab dem 13. November 1816 - 3. Isham Talbot (DR) Louisiana - 3. Eligius Fromentin (DR) - 2. James Brown (DR) Maryland - 1. Robert Goodloe Harper (F) Januar bis Dezember 1816 - Alexander Contee Hanson (F) ab dem 20. Dezember 1816 - 3. Robert Henry Goldsborough (F) Massachusetts - 1. Christopher Gore (F) bis 30. Mai 1816 - Eli P. Ashmun (F) ab dem 12. Juni 1816 - 2. Joseph Bradley Varnum (DR) New Hampshire - 2. Thomas W. Thompson (F) - 3. Jeremiah Mason (F) | New Jersey - 1. James J. Wilson (DR) - 2. John Condit (DR) New York - 1. Nathan Sanford (DR) - 3. Rufus King (F) North Carolina - 2. James Turner (DR) bis zum 21. November 1816 - Montfort Stokes (DR) ab dem 4. Dezember 1816 - 3. Francis Locke (DR) bis zum 5. Dezember 1815 - Nathaniel Macon ab dem 13. Dezember 1815 Ohio - 1. Benjamin Ruggles (DR) - 3. Jeremiah Morrow (DR) Pennsylvania - 1. Jonathan Roberts (DR) - 3. Abner Lacock (DR) Rhode Island - 1. William Hunter (F) - 2. Jeremiah B. Howell (DR) South Carolina - 2. John Taylor bis November 1816 - William Smith (DR) ab dem 4. Dezember 1816 - 3. John Gaillard (DR) Tennessee - 1. George W. Campbell (DR) ab dem 10. Oktober 1815 - 2. Jesse Wharton (DR) bis zum 10. Oktober 1815 - John Williams (DR) ab dem 10. Oktober 1815 Vermont - 1. Isaac Tichenor (F) - 3. Dudley Chase (DR) Virginia - 1. James Barbour (DR) - 2. Armistead Thomson Mason (DR) ab dem 3. Januar 1816 |

## Mitglieder des Repräsentantenhauses
Folgende Kongressabgeordnete vertraten im 14. Kongress die Interessen ihrer jeweiligen Bundesstaaten:
| Connecticut Alle Abgeordneten wurden staatsweit gewählt. - Epaphroditus Champion (F) - John Davenport (F) - Lyman Law (F) - Jonathan O. Moseley (F) - Timothy Pitkin (F) - Lewis B. Sturges (F) - Benjamin Tallmadge (F) Delaware Alle Abgeordneten wurden staatsweit gewählt. - Thomas Clayton (F) - Thomas Cooper (F) Georgia Alle Abgeordneten wurden staatsweit gewählt. - Alfred Cuthbert (DR) bis 9. November 1816 - Zadock Cook (DR) ab dem 2. Dezember 1816 - John Forsyth (DR) - Bolling Hall (DR) - Wilson Lumpkin (DR) - Thomas Telfair (DR) - Richard Henry Wilde (DR) Indiana - William Hendricks (DR) ab dem 11. Dezember 1816, staatsweit gewählt Kentucky Zehn Wahlbezirke - 1. James Clark (DR) bis 8. April 1816 - Thomas Fletcher (DR) ab dem 2. Dezember 1816 - 2. Henry Clay (DR) ab dem 30. Oktober 1815 - 3. Richard Mentor Johnson (DR) - 4. Joseph Desha (DR) - 5. Alney McLean (DR) - 6. Solomon P. Sharp (DR) - 7. Samuel McKee (DR) - 8. Stephen Ormsby (DR) - 9. Micah Taul (DR) - 10. Benjamin Hardin (DR) Louisiana - Thomas B. Robertson (DR) staatsweit gewählt Maryland Acht Wahlbezirke. Der Fünfte Wahlbezirk stellte zwei Abgeordnete. - 1. Philip Stuart (F) - 2. John Carlyle Herbert (F) - 3. Alexander Contee Hanson (F) bis 1816, genaues Datum unbekannt - George Peter (F) ab dem 2. Dezember 1816 - 4. George Baer (F) - 5A. Nicholas Ruxton Moore (DR) bis 1815, genaues Datum unbekannt - Samuel Smith (DR) ab dem 4. Februar 1816 - 5B. William Pinkney (DR) bis 18. April 1816 - Peter Little (DR) ab dem 2. Dezember 1816 - 6. Stevenson Archer (DR) - 7. Robert Wright (DR) - 8. Charles Goldsborough (F) Massachusetts 20 Wahlbezirke - 1. Artemas Ward (F) - 2. Timothy Pickering (F) - 3. Jeremiah Nelson (F) - 4. Asahel Stearns (F) - 5. Elijah H. Mills (F) - 6. Samuel Taggart (F) - 7. John W. Hulbert (F) - 8. William Baylies (F) - 9. John Reed (F) - 10. Laban Wheaton (F) - 11. Elijah Brigham (F) bis zum 22. Februar 1816 - Benjamin Adams (F) ab dem 2. Dezember 1816 - 12. Solomon Strong (F) - 13. Nathaniel Ruggles (F) - 14. Cyrus King (F) - 15. George Bradbury (F) - 16. Benjamin Brown (F) - 17 James Carr (F) - 18 Thomas Rice (F) - 19 Samuel S. Conner (DR) - 20. Albion K. Parris (DR) New Hampshire Alle Abgeordneten wurden staatsweit gewählt. - Charles Humphrey Atherton (F) - Bradbury Cilley (F) - William Hale (F) - Roger Vose (F) - Daniel Webster (F) - Jeduthun Wilcox (F) New Jersey Alle Abgeordneten wurden staatsweit gewählt - Ezra Baker (DR) - Ephraim Bateman (DR) - Benjamin Bennet (DR) - Lewis Condict (DR) - Henry Southard (DR) - Thomas Ward (DR) New York 21 Wahlbezirke. Der 1., 2., 12., 15., 20., und der 21. Wahlbezirk stellte jeweils zwei Abgeordnete. - 1A. Henry Crocheron DR - 1B. George Townsend (DR) - 2A. William Irving (DR) - 2B. Peter H. Wendover (DR) - 3. Jonathan Ward (DR) - 4. Abraham H. Schenck (DR) - 5. Thomas P. Grosvenor (F) - 6. Jonathan Fisk (DR) bis März 1815 - James W. Wilkin (DR) ab dem 4. Dezember 1815 - 7. Samuel Rossiter Betts (DR) - 8. Erastus Root (DR) - 9. John Lovett (F) - 10. Hosea Moffitt (F) - 11. John W. Taylor (DR) - 12A. Asa Adgate (DR) ab dem 7. Dezember 1815 - 12B. John Savage (DR) - 13. John B. Yates (DR) - 14. Daniel Cady (F) - 15. James Birdsall (DR) - 15B. Jabez Delano Hammond (DR) - 16. Thomas R. Gold (F) - 17. Westel Willoughby (DR) ab dem 13. Dezember 1815 - 18. Moss Kent (F) - 19. Victory Birdseye (DR) - 20A. Oliver C. Comstock (DR) - 20B. Enos T. Throop (DR) bis zum 4. Juni 1816 - Daniel Avery (DR) ab dem 3. Dezember 1816 - 21A. Micah Brooks (DR) - 21B. Peter Buell Porter (DR) bis zum 23. Januar 1816 - Archibald S. Clarke (DR) ab dem 2. Dezember 1816 | North Carolina 13 Wahlbezirke - 1. William H. Murfree (DR) - 2. Joseph Hunter Bryan (DR) - 3. James West Clark (DR) - 4. William J. Gaston (F) - 5. William R. King (DR) bis zum 4. November 1816 - Charles Hooks (DR) ab dem 2. Dezember 1816 - 6. Nathaniel Macon (DR) bis zum 13. Dezember 1815 - Weldon Nathaniel Edwards (DR) ab dem 7. Februar 1816 - 7. John Culpepper (F) - 8. Richard Stanford (DR) bis zum 9. April 1816 - Samuel Dickens (DR) ab dem 2. Dezember 1816 - 9. Bartlett Yancey (DR) - 10. William Carter Love (DR) - 11. Daniel Munroe Forney (DR) - 12. Israel Pickens (DR) - 13. Lewis Williams (DR) Ohio 6 Wahlbezirke - 1. John McLean (DR) bis 1816, genaues Datum unbekannt - William Henry Harrison (DR) ab dem 2. Dezember 1816 - 2. John Alexander (DR) - 3. William Creighton (DR) - 4. James Caldwell (DR) - 5. James Kilbourne (DR) - 6. David Clendenin (DR) Pennsylvania 15 Wahlbezirke. Der erste Wahlbezirk stellten vier Abgeordnete, der 2., 3., 5., 6., und 10. Wahlbezirk stellte je zwei Abgeordnete. Die restlichen je einen. - 1A. Joseph Hopkinson (F) - 1B William Milnor (F) - 1C. Thomas Smith (F) - 1D. Jonathan Williams (DR) bis zum 16. Mai 1815 - John Sergeant (F) ab dem 6. Dezember 1815 - 2A. William Darlington (DR) - 2B. John Hahn (DR) - 3A. James M. Wallace (DR) ab dem 10. Oktober 1815 - 3B. John Whiteside (DR) - 4. Hugh Glasgow (DR) - 5A. William Crawford (DR) - 5B. William Maclay (DR) - 6A. Samuel D. Ingham (DR) - 6B. John Ross (DR) - 7. Joseph Hiester (DR) - 8. William Piper (DR) - 9. David Bard (DR) bis zum 12. März 1815 - Thomas Burnside (DR) Zwischen dem 11. Dezember 1815 und April 1816 - William Plunkett Maclay (DR) ab dem 3. Dezember 1816 - 10A. Jared Irwin (DR) - 10B. William Wilson (DR) - 11 William Findley (DR) - 12 Aaron Lyle (DR) - 13 Isaac Griffin (DR) - 14 John Woods (F) - 15 Thomas Wilson (DR) Rhode Island Alle Abgeordneten wurden staatsweit gewählt. - John Linscom Boss (F) - James Brown Mason (F) South Carolina 9 Wahlbezirke - 1. Henry Middleton (DR) - 2. William Lowndes (DR) - 3. Benjamin Huger (F) - 4. John J. Chappell (DR) - 5. William Woodward (DR) - 6. John C. Calhoun (DR) - 7. John Taylor (DR) - 8. Thomas Moore (DR) - 9. William Mayrant (DR) bis zum 21. Oktober 1816 - Stephen Decatur Miller (DR) ab dem 2. Januar 1817 Tennessee 6 Wahlbezirke - 1. Samuel Powell (DR) - 2. John Sevier (DR) bis 24. September 1815 - William Grainger Blount (DR) ab dem 8. Januar 1816 - 3. Isaac Thomas (DR) - 4. Bennett H. Henderson (DR) - 5. Newton Cannon (DR) - 6. James B. Reynolds (DR) Vermont Alle sechs Abgeordneten wurden staatsweit gewählt - Daniel Chipman (F) bis zum 5. Mai 1816 - Luther Jewett (F) - Chauncey Langdon (F) - Asa Lyon (F) - Charles Marsh (F) - John Noyes (F) Virginia 22 Wahlbezirke - 1. John George Jackson (DR) - 2. Magnus Tate (F) - 3. Henry St. George Tucker (DR) - 4. William McCoy (DR) - 5. James Breckinridge (F) - 6. Daniel Sheffey (F) - 7. Ballard Smith (DR) - 8. Joseph Lewis (F) - 9. John Pratt Hungerford (DR) - 10. Aylett Hawes (DR) - 11. Philip Pendleton Barbour (DR) - 12. William H. Roane (DR) - 13. Burwell Bassett (DR) - 14. William A. Burwell (DR) - 15. Matthew Clay (DR) bis zum 27. März 1815 - John Kerr (DR) - 16. John Randolph (DR) - 17. James Pleasants (DR) - 18. Thomas Gholson (DR) bis zum 4. Juli 1816 - Thomas M. Nelson (DR) ab dem 6. Dezember 1816 - 19. Peterson Goodwyn (DR) - 20. James Johnson (DR) - 21. Thomas Newton (DR) - 22. Hugh Nelson (DR) - 23. John Clopton (DR) bis zum 11. September 1816 - John Tyler (DR) ab dem 17. Dezember 1816 |

Nicht stimmberechtigte Mitglieder im Repräsentantenhaus:
- Illinois-Territorium: Benjamin Stephenson und danach Nathaniel Pope
- Indiana-Territorium: Jonathan Jennings bis 11. Dezember 1816
- Mississippi-Territorium: William Lattimore
- Missouri-Territorium: Rufus Easton bis zum 5. August 1816 und danach John Scott